# Tournoi de beach-volley de Marseille
Le tournoi de beach-volley de Marseille est l'une des manches à avoir été inscrite au calendrier du FIVB Beach Volley World Tour, le circuit professionnel mondial de beach-volley sous l'égide de la Fédération internationale de volley-ball.
Organisé entre 1994 et 2010 aux plages du Prado dans la ville française de Marseille, l'épreuve messieurs couvre l'ensemble de la durée tandis que l'épreuve dames n’apparaît qu'en 1997.

## Éditions
| #  | Année | Date messieurs   | Date dames       | Catégorie             | Site            | Diffuseur TV |
| -- | ----- | ---------------- | ---------------- | --------------------- | --------------- | ------------ |
| 1  | 1994  | 28 au 31 juillet | -                | Tournoi open          |                 |              |
| 2  | 1995  | 22 au 25 juin    | -                | Tournoi open          |                 |              |
| 3  | 1996  | 27 au 30 juin    | -                | Tournoi open          |                 |              |
| 4  | 1997  | 25 au 27 juillet | 24 au 26 juillet | Tournoi open          |                 |              |
| 5  | 1998  | 24 au 26 juillet | 23 au 25 juillet | Tournoi open          |                 |              |
| 6  | 1999  | 22 au 25 juillet | 21 au 24 juillet | Championnats du monde |                 |              |
| 7  | 2000  | 19 au 23 juillet | 18 au 23 juillet | Tournoi open          |                 |              |
| 8  | 2001  | 17 au 22 juillet | 16 au 22 juillet | Grand Chelem          | Plages du Prado |              |
| 9  | 2002  | 17 au 21 juillet | 16 au 20 juillet | Grand Chelem          | Plages du Prado |              |
| 10 | 2003  | 16 au 20 juillet | 15 au 19 juillet | Grand Chelem          | Plages du Prado |              |
| 11 | 2004  | 14 au 18 juillet | 13 au 18 juillet | Grand Chelem          | Plages du Prado | TMC          |
| 12 | 2006  | 5 au 9 juillet   | 4 au 8 juillet   | Tournoi open          | Plages du Prado | Sport+       |
| 13 | 2007  | 18 au 22 juillet | 17 au 21 juillet | Tournoi open          | Plages du Prado | Sport+       |
| 14 | 2008  | 15 au 20 juillet | 14 au 20 juillet | Tournoi open          | Plages du Prado | Direct 8     |
| 15 | 2009  | 21 au 26 juillet | 20 au 26 juillet | Grand Chelem          | Plages du Prado |              |
| 16 | 2010  | 20 au 25 juillet | 19 au 25 juillet | Tournoi open          | Plages du Prado |              |

## Palmarès

### Messieurs
| Année | Vainqueurs                            | Finalistes                                 | Troisième place                       |
| ----- | ------------------------------------- | ------------------------------------------ | ------------------------------------- |
| 1994  | Jan Kvalheim et Bjørn Maaseide        | Jean-Philippe Jodard et Christian Penigaud | Carlos Briceno et Jeff Williams       |
| 1995  | Zé Marco et Emanuel Rego              | Jan Kvalheim et Bjørn Maaseide             | Alemão et Andrè Faria Gomes           |
| 1996  | Roberto Lopes da Costa et Franco Neto | Carl John Henkel et Sinjin Smith           | Martín Conde et Esteban Martinez      |
| 1997  | Rogerio Ferreira et Guilherme Marques | Zé Marco et Emanuel Rego                   | Julien Prosser et Lee Zahner          |
| 1998  | Zé Marco et Ricardo Santos            | Jörg Ahmann et Axel Hager                  | Bill Boullianne et Ian Clark          |
| 1999  | José Loiola et Emanuel Rego           | Martin Laciga et Paul Laciga               | Rogerio Ferreira et Guilherme Marques |
| 2000  | Zé Marco et Ricardo Santos            | Vegard Høidalen et Jørre Kjemperud         | José Loiola et Emanuel Rego           |
| 2001  | Mariano Baracetti et Martín Conde     | Tande et Emanuel Rego                      | Stein Metzger et Kevin Wong           |
| 2002  | José Loiola et Ricardo Santos         | Francisco Álvarez et Juan Rossell          | Tande et Emanuel Rego                 |
| 2003  | Emanuel Rego et Ricardo Santos        | Martin Laciga et Paul Laciga               | Dain Blanton et Jeff Wayne Nygaard    |
| 2004  | Benjamin Insfran et Marcio Araujo     | Patrick Heuscher et Stefan Kobel           | Mariano Baracetti et Martín Conde     |
| 2006  | Emanuel Rego et Ricardo Santos        | Marcio Araujo et Fabio Luiz                | Cunha et Franco                       |
| 2007  | Cunha et Franco                       | Mariano Baracetti et Martín Conde          | Igor Kolodinsky et Dmitri Barsouk     |
| 2008  | Marcio Araujo et Fabio Luiz           | Xu Linyin et Wu Penggen                    | Kay Matysik et Stefan Uhmann          |
| 2009  | Philip Dalhausser et Todd Rogers      | Adrián Gavira et Pablo Herrera             | Julius Brink et Jonas Reckermann      |
| 2010  | Xu Linyin et Wu Penggen               | Mārtiņš Pļaviņš et Jānis Šmēdiņš           | Grzegorz Fijałek et Mariusz Prudel    |

### Dames
| Année | Vainqueurs                                        | Finalistes                                 | Troisième place                                        |
| ----- | ------------------------------------------------- | ------------------------------------------ | ------------------------------------------------------ |
| 1997  | Shelda Bede et Adriana Behar                      | Lisa Arce et Holly McPeak                  | Mônica Rodrigues et Adriana Samuel                     |
| 1998  | Adriana Samuel et Sandra Pires                    | Shelda Bede et Adriana Behar               | Mônica Rodrigues et Jackie Silva                       |
| 1999  | Shelda Bede et Adriana Behar                      | Annett Davis et Jenny Johnson Jordan       | Liz Masakayan et Elaine Youngs                         |
| 2000  | Annett Davis et Jenny Johnson Jordan              | Shelda Bede et Adriana Behar               | Ana Paula Connelly et Mônica Rodrigues                 |
| 2001  | Barbra Fontana et Elaine Youngs                   | Shelda Bede et Adriana Behar               | Lisa Arce et Holly McPeak                              |
| 2002  | Elaine Youngs et Holly McPeak                     | Misty May-Treanor et Kerri Walsh           | Natalie Cook et Kerri Pottharst                        |
| 2003  | Misty May-Treanor et Kerri Walsh                  | Ana Paula Connelly et Sandra Pires         | Shelda Bede et Adriana Behar                           |
| 2004  | Rachel Wacholder et Kerri Walsh                   | Annett Davis et Jenny Johnson Jordan       | Larissa França et Juliana Felisberta da Silva          |
| 2006  | Larissa França et Juliana Felisberta da Silva     | Shelda Bede et Adriana Behar               | Ana Paula Connelly et Leila Barros                     |
| 2007  | Talita Antunes da Rocha et Renata Martins Ribeiro | Zhang Xi et Xue Chen                       | Tian Jia et Wang Jie                                   |
| 2008  | Stephanie Pohl et Okka Rau                        | Maria Antonelli et Vanilda dos Santos Leão | Carolina Solberg Salgado et Maria Clara Salgado Rufino |
| 2009  | Jennifer Kessy et April Ross                      | Vassilikí Arvaníti et Maria Tsiartsiani    | Sara Goller et Laura Ludwig                            |
| 2010  | Talita Antunes da Rocha et Maria Antonelli        | Doris Schwaiger et Stefanie Schwaiger      | Barbara Hansel et Sara Montagnolli                     |

## Tableau des médailles

### Messieurs
| Nation     | Or | Argent | Bronze | Total |
| ---------- | -- | ------ | ------ | ----- |
| Brésil     | 12 | 3      | 5      | 20    |
| Norvège    | 1  | 2      | -      | 3     |
| États-Unis | 1  | 1      | 4      | 6     |
| Argentine  | 1  | 1      | 2      | 4     |
| Chine      | 1  | 1      | -      | 2     |
| Suisse     | -  | 3      | -      | 3     |
| Allemagne  | -  | 1      | 2      | 3     |
| France     | -  | 1      | -      | 1     |
| Cuba       | -  | 1      | -      | 1     |
| Espagne    | -  | 1      | -      | 1     |
| Lettonie   | -  | 1      | -      | 1     |
| Australie  | -  | -      | 1      | 1     |
| Russie     | -  | -      | 1      | 1     |
| Pologne    | -  | -      | 1      | 1     |

### Dames
| Nation     | Or | Argent | Bronze | Total |
| ---------- | -- | ------ | ------ | ----- |
| Brésil     | 6  | 6      | 7      | 19    |
| États-Unis | 6  | 4      | 2      | 12    |
| Allemagne  | 1  | -      | 1      | 2     |
| Chine      | -  | 1      | 1      | 2     |
| Autriche   | -  | 1      | 1      | 2     |
| Grèce      | -  | 1      | -      | 1     |
| Australie  | -  | -      | 1      | 1     |